# سینزنسل
سینزنسل (به آلمانی: Zinzenzell) یک منطقهٔ مسکونی در آلمان است که در ویزنفلدن واقع شده‌است. سینزنسل ۳۳۵ نفر جمعیت دارد.